# Guelff
Guelff (en allemand Guldorf) est un hameau de la commune belge de Messancy, située en Région wallonne dans la province de Luxembourg. Il fait partie de la section d'Habergy dont il dépendait avant la fusion des communes de 1977. Il est d'ailleurs aussi contigu au village d'Habergy.

## Démographie
Guelff compte, au 1er janvier 2020, 184 habitants (91 hommes et 93 femmes).